# PDM (equipo ciclista)
PDM fue un equipo de ciclismo en carretera neerlandés entre los años 1986 y 1992, cuyo principal patrocinador era Philips Dupont Magnetics, una empresa nacida de la unión entre Philips y DuPont. 

## Historia

### Los años de Perico (1986-1987)

#### 1986
El equipo surge en 1986 con Roy Schuiten como mánager de equipo y Jan Gisbers como director deportivo. El fichaje estrella y líder del equipo es el español Pedro Delgado, con el que se plantean conseguir la victoria en el Tour de Francia, dejando de lado en un principio incluso la Vuelta a España, aunque finalmente sí tomaron la salida en la ronda española.
Steven Rooks consigue uno de los primeros triunfos de la temporada al imponerse en la Vuelta a Andalucía. Entre otras carreras, Rooks también añadirá la Amstel Gold Race al palmarés del equipo. Wim Arras también logra diversos triunfos de etapa por diversas pruebas del circuito europeo, destacando una de la Volta a Cataluña. Gerrie Knetemann, con una etapa en la Vuelta a Suiza y la general de la Vuelta a los Países Bajos, entre otras victorias de menor categoría, también aporta su parte.
La gran cita del año, el Tour de Francia, no comenzó con demasiado buen pie para la escuadra debutante, pues en la segunda jornada de competición, durante la disputa de la contrarreloj por equipos del segundo sector, perdieron a tres gregarios, y más de tres minutos y medio respecto al vencedor de la etapa, el Système U de Fignon. Al día siguiente, Henk Boeve se quedaba a las puertas del triunfo de etapa, al acabar segundo al sprint, tras el norteamericano Davis Phinney. Hasta la 11.ª etapa, la primera montañosa, no llegaron las primeras alegrías, con la victoria de Pedro Delgado, que además conseguía situarse 4.º en la clasificación general. Al término de la 12.ª etapa, también montañosa, el equipo contaba con Delgado en 5.ª posición en la general y con el joven neerlandés Steven Rooks en 7.º lugar. Sin embargo, entre un despiste y el escaso equipo disponible, Delgado perdería un minuto más respecto a los primeros clasificados en la 14.ª etapa, al quedarse cortado. A pesar de ello, aún quedaba mucha montaña por delante y seguía contando con opciones. Pero todo se trastocó cuando el segoviano recibió la noticia del fallecimiento de su madre y se vio forzado a abandonar, falto de fuerzas. A raíz de este acontecimiento, el equipo se quedó demasiado tocado, y Rooks, que terminó en 9.ª posición en la general, fue el mejor representante final de la formación holandesa.

#### 1987
En 1987, Gisbers toma las riendas del equipo como mánager general, puesto que mantendrá hasta la disolución del equipo en 1992. Como directores seportivos, se unen Piet van der Kruijs y Ferdi van den Haute. En el plano deportivo, se refuerzan con los fichajes de José Luis Laguía, Gert-Jan Theunisse y Adri van der Poel.
El equipo cosechó éxitos en diversas clásicas y carreras por etapas del calendario ciclista europeo, destacando una etapa de la Vuelta a Suiza de Rooks y el Giro del Piamonte y la París-Tours de Van der Poel. En el plano individual, Van der Poel se adjudicó el Campeonato de Holanda de ruta y Jörg Müller hizo lo propio en el Campeonato de Suiza.
En la Vuelta a España, Pedro Delgado acude como jefe de filas, dispuesto a ganar la clasificación general. Durante las primeras etapas, aguanta sin perder tiempo, y se mantiene entre los mejores en el primer contacto con la montaña. Sin embargo, en la etapa de los Lagos de Covadonga, Delgado se derrumba y pierde más de tres minutos respecto al vencedor, el colombiano Luis Herrera. Al término de esta edición de la Vuelta, Perico terminaría en 4.ª posición. René Beuker, 2.º en la 14.ª etapa y 3.º en la 17.ª, fue el integrante del equipo que más cerca estuvo de lograr un triunfo de etapa.
En el Tour de Francia, el equipo se presentaba de nuevo con el ciclista español como máximo candidato, esta vez rodeado de un equipo más experimentado. En esta ocasión, el comienzo de la prueba fue bastante satisfactorio. Por un lado, Delgado apenas cedió tiempo en la etapa prólogo, e incluso se permitió el lujo de batir a rivales de la talla de Fignon o Kelly. Al día siguiente, en la contrarreloj por equipos, el PDM marcaba el 6.º mejor tiempo, perdiendo apenas 41 segundos respecto a Stephen Roche, jefe de filas del Carrera, y aumentando la ventaja respecto a otros rivales como Kelly y Hampsten. La 9.ª etapa se sumó al palmarés del equipo PDM en el Tour de Francia, después de que Van der Poel se impusiera a otros cuatro corredores en una escapada. Al día siguiente, primera prueba de fuego para el líder de la formación, al afrontar una contrarreloj llana de 87,5 km, en la cual cedió casi dos minutos y medio respecto al vencedor, el irlandés Stephen Roche, un especialista contra el crono, quedando entre los diez mejores de la etapa y haciendo patente su mejora en la disciplina. Al término de la primera etapa pirenaica, Delgado ya estaba en 6.ª posición en la clasificación general. Dos días después, el segoviano se alía con el líder francés, Charly Mottet, y bajo las inclemencias meteorológicas, logra reducir su desventaja con Roche en un minuto. Al día siguiente, respaldado por el equipo, Delgado consigue recortar otro minuto, en este caso respecto a Mottet. Tras el paréntesis de la cronoescalada al Mont Ventoux, Delgado sumó un nuevo triunfo de etapa, que además le llevaba hasta la 3.ª posición en la clasificación general. Al día siguiente, en la etapa con final en Alpe d'Huez, Perico se hacía con el maillot amarillo. Consciente de que Roche era ya su único gran rival, y aún quedaba una contrarreloj que favorecía claramente al ciclista irlandés, Delgado continuó atacando en su especialidad, la montaña. Así, en la siguiente etapa, considerada la etapa reina de esta edición, con final en La Plagne consiguió aumentar su ventaja a 39 segundos contra su inmediato perseguidor, si bien un ataque de Roche al día siguiente, establecería la ventaja definitiva del segoviano, de cara a la contrarreloj, en 21 segundos, los cuales al final serían insuficientes, y el segoviano acabaría 2.º en la general, por detrás de Roche.
Al final de la temporada, tras muchos rumores, Pedro Delgado terminó abandonando las filas del PDM para recalar en el equipo Reynolds. En su lugar, la escuadra holandesa se hizo con los servicios del estadounidense Greg LeMond, que llevaba un año en el dique seco a causa de un accidente de caza.

### El equipo más potente (1988-1989)
Aun habiendo fichado a LeMond, su rehabilitación dejaba al equipo en principio falto de un líder claro en la temporada 1988. A pesar de ello, varias victorias de prestigio se fueron sucediendo a lo largo del año, como la Clásica de San Sebastián de Gert-Jan Theunisse, o la Lieja-Bastogne-Lieja y la Estrella de Bessèges de Adri van der Poel.
De nuevo el Tour de Francia representaba uno de los principales objetivos de la formación holandesa, y no defraudaron. Los holandeses del PDM se ocuparon de reventar la carrera en cuanto aparecieron las primeras cuestas, con el protagonismo de ciclistas como Rooks y Theunisse, primero y segundo respectivamente en la clasificación de la montaña al término de la carrera. La escuadra sumó dos triunfos de etapa individuales, primero con la victoria de Steven Rooks en Alpe d'Huez, y posteriormente Van der Poel, en la 16.ª etapa con final en Pau. Por si fuera poco, el equipo terminó 1.º en la clasificación por equipos. Sin embargo, el vencedor absoluto del Tour sería el exintegrante del equipo Pedro Delgado, que superó ampliamente en todo momento a Rooks, 2.º clasificado en la general final, a más de siete minutos del segoviano.
A finales de temporada, se anunciaba el fichaje del irlandés Sean Kelly. Otros refuerzos destacados para 1989 fueron el también irlandés Martin Earley y el mexicano Raúl Alcalá.
El equipo concluyó como la mejor formación profesional de 1988 según la clasificación de la Federación Internacional de Ciclismo Profesional (FICP).
Diversos corredores vencen en pruebas cortas por etapas de diverso prestigio en la temporada 1989. Alcalá vence en la Vuelta a México, Daams en el Tour de las Américas, Theunisse en la Vuelta a Asturias, Rooks en el Tour de Vaucluse y Pedersen en la Vuelta a Noruega. En carreras de un día, destacaban las victorias en el Gran Premio de las Américas de Müller y en la Lieja-Bastogne-Lieja, ganada por Kelly.
Más aún que los años anteriores, la formación holandesa planteaba un equipo realmente competitivo en el Tour de Francia. Con Kelly para luchar en los sprints, los ya confirmados Rooks y Theunisse en la montaña, y un emergente Alcalá, el único problema del equipo residía en decidir quién era el líder del equipo, una cuestión en la que no llegaron a ponerse de acuerdo. Al comienzo de la carrera, Alcalá logró el primer triunfo parcial, al vencer en la 3.ª etapa. Pocos días después, Martin Earley se imponía en la 8.ª jornada. Durante los Pirineos, el bloque del equipo se mantiene entre los mejores, aunque se muestra ajeno a la carrera de forma desconcertante y preocupante para el resto de rivales. De cara a los Alpes, con la anarquía patente dentro del equipo, el equipo PDM anuncia ataques en cabeza. Para abrir boca, Steven Rooks se impone en la cronoescalada de la 15.ª etapa. Dos días después, Theunisse se impone en la mítica cima de Alpe d'Huez. Aunque alejados de la lucha, al final el equipo resultó juez y testigo de la carrera, como el propio Pedro Delgado criticó. A excepción de la clasificación general, el PDM lo ganó todo aquel Tour: la clasificación por equipos, por segundo año consecutivo, la clasificación por puntos, con Sean Kelly, y la clasificación de la montaña, con Gert-Jan Theunisse. En la general, Theunisse fue 4.º, Rooks 7.º, Alcalá 8.º y Kelly 9.º.
Sean Kelly completó un buen año para la escuadra holandesa al adjudicarse también la Copa del Mundo. Asimismo, el PDM también venció en dicha competición por equipos. En febrero de 1990, se dio a conocer la clasificación FICP, volviendo el PDM a reeditar su 1.ª posición al frente de dicha clasificación.

### El nuevo ídolo neerlandés: Breukink (1990-1992)

#### 1990

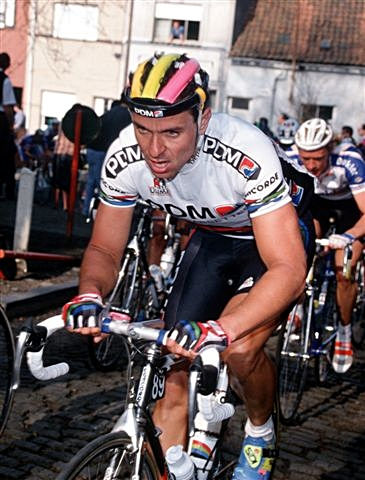
Uwe Raab en el Tour de Flandes.

Dos de los líderes del equipo, Rooks y Theunisse, finalizaban contrato en 1989, y ficharon por el Panasonic, equipo al cual pertenecía precisamente Erik Breukink hasta entonces, y que decidió ser traspasado al PDM para la temporada 1990. Entre otras incorporaciones del equipo este año, también destacaron los alemanes Ampler y Raab, tras la liberación en cuanto a movimiento en Europa de deportistas de Alemania Oriental.
El equipo continuó rindiendo a un gran nivel, con numerosos triunfos. Alcalá reeditó su triunfo en la Vuelta a México del año anterior, además de ganar la Vuelta a Asturias. Ampler logró sendos triunfos parciales en la Semana Catalana y en la Vuelta a Suiza, carrera esta última en la cual se impondría el irlandés Sean Kelly. En la Vuelta a España, por su parte, cosecharon cuatro triunfos de etapa, por parte de Atle Pedersen y Uwe Raab, este último por partida triple, que además logró la clasificación por puntos. En la general, Ampler fue 9.º. Por su parte, el líder del equipo, Breukink, ganó etapas en Vuelta a Suiza, Tirreno-Adriático y Volta a Cataluña, además de imponerse en la Vuelta a Irlanda.
En el Tour de Francia, esta vez el liderato recaía sobre Breukink, si bien Alcalá continuaba como posible contendiente. En la primera cita importante, la contrarreloj por equipos, el PDM termina en 2.ª posición, solo por detrás del también neerlandés Panasonic. En la primera contrarreloj individual larga, la 7.ª etapa, el mexicano Raúl Alcalá se impone de forma brillante, distanciado a casi un minuto y medio al segundo clasificado, un joven Miguel Induráin, y aupándose a la 5.ª posición en la clasificación general. Tras el primer contacto con la alta montaña, Breukink se consolidó como líder del equipo al aguantar con los mejores en las rampas más duras de la etapa reina de los Alpes, con final en Alpe d'Huez. Al término de la 11.ª etapa, Breukink marchaba 4.º en la general, mientras que Alcalá se descolgaba hasta la 7.ª posición, lo cual dejaba al joven neerlandés como jefe de filas de la escuadra. En la cronoescalada de Villard de Lans, al día siguiente, Breukink se mostró de nuevo como el más fuerte, y se impuso en la etapa, situándose además como claro favorito al triunfo final, adelantando en la general incluso al norteamericano LeMond. Sin embargo, seguía planteando dudas a rivales y espectadores, las cuales se vieron confirmados en la etapa reina, con final en Luz Ardiden, donde perdió más de cuatro minutos respecto al vencedor y se vio relegado a la 4.ª posición en la general, pocos segundos por detrás de Pedro Delgado. Sin embargo, el ciclista neerlandés se recuperó del golpe moral, y en la penúltima etapa, volvió a ser el mejor contra el crono, logrando su segundo triunfo de etapa en esta edición del Tour, y el tercer puesto definitivo en el podio de París. Alcalá terminó 9.º en la general.
Por otro lado, el PDM se impuso en la Copa del Mundo en categoría de equipos. A nivel individual, Rudy Dhaenens se proclamó campeón del mundo de ciclismo en ruta. El segundo en el mundial, Dirk de Wolf, también formaba parte de la escuadra holandesa.

#### 1991
En 1991 el equipo mantiene el bloque del año anterior, añadiendo algunos corredores como Tom Cordes, John Talen y Jan Koerts, además del velocista Jean Paul van Poppel. De nuevo, el equipo se marca el Tour de Francia como principal objetivo, con Breukink como ciclista destacado. Antes del mismo, Breukink consigue una etapa de la Tirreno-Adriático y el G.P. Eddy Merckx. Este año el PDM acude a la Vuelta a España, con Alcalá como jefe de filas, que ya había ganado una etapa en la Vuelta al País Vasco, el cual muestra su candidatura tras la primera contrarreloj. El ciclista mexicano llegó a marchar 2.º en la clasificación general, pero en la cronoescalada de Valdezcaray, en la 13.ª etapa, sufrió una debacle, e incluso fue doblado por el líder, Melchor Mauri. Finalmente, terminaría 7.º en la clasificación general de la Vuelta. Mejor resultado obtuvieron en cuanto a victorias de etapa con los sprinters. Uwe Raab se impuso en la 4.ª etapa y en la clasificación por puntos, mientras que Van Poppel cosechó nada menos que cuatro triunfos parciales, incluyendo la última etapa con final en Madrid, demostrando su nivel.
El buen estado de Van Poppel no se quedaría ahí, y añadiría aún al palmarés del equipo tres etapas en la Vuelta a Aragón, una en la París-Niza y otra en el Dauphiné Libéré, entre otras victorias. También en el Dauphiné, Talen consigue otro triunfo de etapa, evidenciando el buen nivel del equipo de cara al Tour. Sin embargo, estas victorias no impidieron que el equipo perdiese el liderato de la clasificación FICP por equipos al término del Giro de Italia, en favor del equipo ONCE.
La 78.ª edición del Tour de Francia comenzó con una etapa prólogo en la cual Erik Breukink terminaría 2.º, por detrás del especialista Thierry Marie. En la primera etapa, el PDM da un golpe de efecto, al aprovechar un aparentemente inofensivo ataque de Greg LeMond para colar a sus tres principales corredores, Breukink, Alcalá y Kelly, en un grupo de once corredores que llegaría a meta con casi dos minutos de ventaja sobre el resto de favoritos. El resultado de la contrarreloj por equipos, disputada el mismo día como segundo sector, situó al PDM en 5.ª posición, a 40 segundos del vencedor, el Ariostea italiano, quedando Breukink como tercer clasificado de la general. Van Poppel, por su parte, se dejó ver en los sprints de la primera semana, y en la 7.ª logra por fin una victoria de etapa. La 8.ª etapa supone la primera criba de la carrera, una larga contrarreloj individual en la cual Miguel Induráin se impone sorprendentemente, por delante de LeMond, que se viste de amarillo en dicha etapa, Bernard y Breukink, que se coloca 2.º en la general a poco más de un minuto del norteamericano, mostrando así sus credenciales a la victoria final. Pero dos días después, una extraña dolencia sacude al equipo, obligando al abandono de varios de sus integrantes, que se completaría al día siguiente con el abandono definitivo de todo el equipo. Las causas del suceso no llegaron a establecerse de forma oficial, aunque se barajaron varias hipótesis, como un posible virus infeccioso, una intoxicación alimenticia o medicina en mal estado, si bien la sombra del dopaje se mantuvo asociada al suceso en todo momento. Las sospechas por dopaje se extendieron cuando se dio a conocer que la posible dolencia del equipo podría haberse debido a la ingestión de Intralipid, una sustancia enmascarante, lo cual conllevó problemas con la Federación Holandesa de Ciclismo.
A nivel individual, Falk Boden se adjudicó el Campeonato de Alemania. Antes del término de la temporada, el irlandés Sean Kelly consigue imponerse en el Giro de Lombardía.

#### 1992
En la temporada 1992 tampoco hay grandes movimientos en la plantilla, aunque sufren la baja de Sean Kelly.
Entre los resultados más destacados del equipo durante este año figuran dos etapas en la Tirreno-Adriático y el Giro del Piamonte por parte Breukink, la Clásica de San Sebastián y una etapa de la Semana Catalana por parte Alcalá, el G.P. de Wallonie por parte de Danny Nelissen, una etapa de la Vuelta a Murcia a cargo de Nico Verhoeven, una etapa de la Vuelta a Asturias ganada por Uwe Raab y etapas en Tour del Mediterráneo y Vuelta a Murcia por parte del velocista Jean Paul van Poppel.
En la Vuelta a España, vuelve a destacar Van Poppel, con dos triunfos de etapa. También consiguieron triunfos parciales Tom Cordes y Erik Breukink, que se impuso en la primera contrarreloj individual larga. En la general, el mexicano Raúl Alcalá es el mejor situado, al terminar en 8.ª posición.
En el Tour de Francia, esta vez el equipo no llegó en buena forma, y ya en la contrarreloj por equipos, tan solo pueden marcar el 10.º mejor tiempo. En la primera contrarreloj, disputada en Luxemburgo, Breukink pierde más de seis minutos respecto a Induráin, mientras que Alcalá pierde casi cinco minutos y medio. Van Poppel maquilló un poco la actuación del equipo con una victoria en la 10.ª etapa, mientras que en la alta montaña, Breukink realiza una discreta actuación, muy alejado de los líderes, y terminando finalmente 7.º en la clasificación general.
Antes de terminar la temporada, ya se conocía la disolución del equipo a causa de la crisis económica. Sin que ningún patrocinador se hubiera hecho cargo de la estructura del equipo, Erik Breukink fue fichado por el grupo deportivo ONCE, mientras que el director deportivo, Jan Gisbers, junto a parte del equipo, se integró en el equipo Lotus Festina.

## Corredor mejor clasificado en las Grandes Vueltas
| Año  | Giro de Italia   | Tour de Francia        | Vuelta a España    |
| ---- | ---------------- | ---------------------- | ------------------ |
| 1986 | -                | 9.º Steven Rooks       | 10.º Pedro Delgado |
| 1987 | -                | 2.º Pedro Delgado      | 4.º Pedro Delgado  |
| 1988 | 55.º Jörg Müller | 2.º Steven Rooks       | -                  |
| 1989 | -                | 4.º Gert-Jan Theunisse | -                  |
| 1990 | -                | 3.º Erik Breukink      | 9.º Uwe Ampler     |
| 1991 | -                | Abandono               | 7.º Raúl Alcalá    |
| 1992 | -                | 7.º Erik Breukink      | 8.º Raúl Alcalá    |

## Dopaje

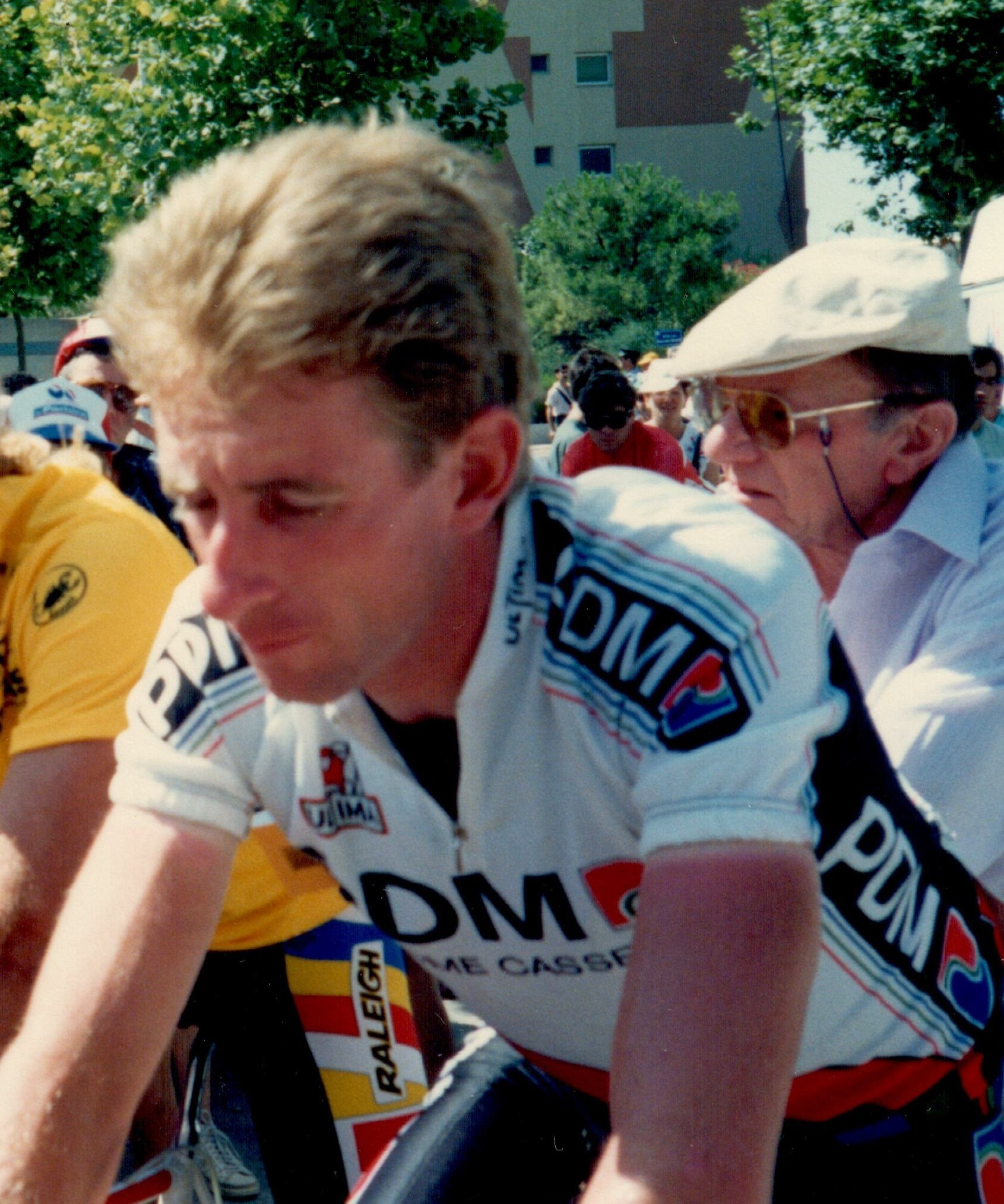
Tour de France 1989 Montpellier - Rudy Dhaenens

En el Tour de Francia 1988, Gert-Jan Theunisse fue sancionado con 10 minutos tras dar positivo en un control por testosterona.
En febrero de 1990, Johannes Draaijer, integrante del equipo, falleció a los 26 años de edad tras sufrir un paro cardíaco mientras dormía. La autopsia practicada no arrojó ninguna respuesta sobre la naturaleza del fallo circulatorio, pero la viuda del ciclista declaró pocos días después que esperaba que la muerte de su marido sirviera como advertencia a otros deportistas sobre la ingesta de EPO, una nueva droga indetectable en los controles antidopaje. Draaijer no era el primer caso, pues entre 1987 y 1990 se produjeron hasta 18 de muertes prematuras con síntomas cardíacos sin causa aparentes, las cuales podrían relacionarse con la experimentación con EPO: cinco ciclistas neerlandeses en 1987, un belga y dos neerlandeses en 1988, cinco neerlandeses en 1989 y tres belgas y dos neerlandeses en 1990.
Poco antes del Tour de Francia 1991, durante la disputa de una etapa de los Tres días de La Panne, Gert Jakobs también dio positivo en el control. En 1999, Jakobs declaró que "No sabía lo que tomaba. Confiaba en el médico. De acuerdo, una vez di positivo por testosterona... ¿pero es eso dopaje? ¿Qué pasa ahora con la reglas? Si normalmente tengo un nivel del 42%, podría usar la EPO hasta llegar al 50% sin que nunca me cogieran. Creo que los corredores saben eso, y llegan hasta el límite con la EPO...".
Wim Arras dio positivo por anfetaminas en un control durante la Vuelta a Suecia en 1988.
Durante el Tour de 1991 se produjo el famoso 'caso Intralipid', bajo la responsabilidad de Wim Sanders. Una mala conservación y manipulación de este complemento alimenticio produjo la intoxicación, y consecuente abandono, de todo el equipo al completo, disparando los rumores y las sospechas respecto al PDM. Si bien la sustancia en cuestión no se encontraba en la lista de sustancias prohibidas, su posible uso como sustancia enmascarante dio mucho que hablar.
En noviembre de 1997 se hizo pública en los Países Bajos una investigación en la que se desvelaba una red de dopaje ilegal con el médico del equipo ciclista PDM como actor principal. El médico del equipo entre 1990 y 1991, Wim Sanders, era el centro de una investigación que se inició en 1995, cuando la FIOD (agencia neerlandesa contra el fraude fiscal) descubrió un circuito de dinero negro asociado al dopaje, al vigilar los movimientos de Sanders a petición de Manfred Krikke, antiguo responsable del equipo. En dicha trama de dopaje, además de ciclistas, estarían envueltos atletas, jugadores de hockey y culturistas. Asimismo, aparte de su relación con el equipo PDM, Sanders también declaró estar en contacto con personal del equipo Superconfex, escuadra a la que perteneció Jan Raas durante varias temporadas. Entre las sustancias suministradas, se citan EPO, anfetaminas, testosterona y otros preparados hormonales.
Krikke declaró que No éramos el equipo más ético del pelotón. Simplemente estábamos en primera fila. Pero las órdenes de los responsables de la compañía PDM eran que no hubiera "casos de dopaje", no que "no hubiera drogas". Bajo esta directiva, experimentamos con productos que rozaban o sobrepasaban levemente el filo de la legalidad. Como en cualquier otro deporte. No hacíamos nada que otros equipos no estuvieran haciendo.
Jan Gisbers, por su parte, afirmó no estar al tanto del dopaje en el seno del equipo, y señaló que las distintas sustancias ingeridas por los corredores eran un asunto entre ellos mismos y el médico del equipo. Asimismo, Gisbers también añadió que "En todos los equipos se tomaban cosas. En un deporte que mueve millones, existe una inmensa presión para conseguir la victoria".
Según las evidencias del caso, el dopaje en el equipo podría haber sido generalizado desde su nacimiento en 1986, de la mano de Peter Jansen, predecesor de Sanders como médico de la escuadra. Tales eran los tejemanejes en dichas cuestiones, que el equipo se ganó una serie de apodos peyorativos con las siglas PDM en el pelotón, como Pill, Drugs and Medicine en inglés, Prestaties Door Manipulaties en neerlandés y Plein de Manipulations de Dopage en francés.
El belga Rudy Dhaenens, campeón del mundo en 1990, finalizó prematuramente su carrera también con problemas de corazón.
Sanders fue condenado a seis meses de prisión por fraude fiscal.
Varios de los ciclistas implicados, negaron tener relación con Sanders en cuestiones de dopaje.
En 2009, varios corredores, entre ellos Steven Rooks y Gert Jakobs, admitieron haber consumido EPO.